# Dmïtrïý Galïç
Dmïtrïý Vasïlʹyevïç Galïç (in kazako Дмитрий Васильевич Галич?, in russo Дмитрий Васильевич Галич?, Dmitrij Vasil'evič Galič; 26 novembre 1977) è un ex calciatore kazako, di ruolo attaccante.